# Бузан
Буза́н — один из наибольших рукавов в дельте Волги в Астраханской области.
Длина — 102 км. Отделяется от главного русла Волги в 46 км севернее Астрахани, напротив города Нариманов. Течёт на юго-восток. Соединившись с Ахтубою, течёт по болотистой низменности волжской дельты; впадает в Каспийское море, разделившись на 7 протоков: Лебяжий, Романово, Кара-Бузан, Верхнюю, Среднюю, Нижнюю Худяковки и Кагач.
На берегах расположены населённые пункты Красный Яр, Марфино, Верхний Бузан, Забузан и другие.